# René Rémond
René Rémond (Lons-le-Saunier, Francia, 30 de septiembre de 1918  - París, 14 de abril de 2007) fue un historiador y politólogo francés. Fue profesor del Institut d'Etudes politiques de París, presidente de la Universidad de París - X Nanterre y de la Fondation national des sciences politiques.
Era además miembro de la Academia francesa y de la Pontificia Academia de Ciencias Sociales.
Sus trabajos sobre historia política, intelectual y religiosa de Francia contemporánea gozan de reconocimiento aún fuera del mundo francófono, permitiendo establecer puentes entre la historia política y la ciencia política, contribuyendo a la renovación de estas temáticas a partir de los años 1970. En historia religiosa trabajó con profundidad temas como secularización, laicismo y anticlericalismo. También jugó un rol importante en Francia en la conformación de los estudios de historia del tiempo presente.

## Publicaciones

### Historia política
- La Droite en France de 1815 à nos jours. Continuité et diversité d'une tradition politique, Aubier-Montaigne, París, 1954.
- Forces religieuses et attitudes politiques dans la France depuis 1945 (Dirección), Armand Colin, París, 1965
- Atlas historique de la France contemporaine (Dirección), Armand Colin, París, 1966
- Léon Blum, chef de gouvernement (Dirección), Armand Colin, París, 1967
- La Vie politique en France, tomo 1 : 1789–1848, tomo 2 : 1848–1879, Armand Colin (« U ») París, 1964–1969
- Le Gouvernement de Vichy et la Révolution nationale (Dirección), Armand Colin, París, 1972
- Introduction à l’histoire de notre temps, 3 v. Le Seuil, (« Points Histoire »), París, 1974
- Édouard Daladier, chef de gouvernement, Presses de la Fondation nationale des sciences politiques, París, 1977
- La France et les Français en 1938-1939, Presses de la Fondation nationale des sciences politiques, París, 1978
- Quarante ans de cabinets ministériels (dirección) Presses de la Fondation nationale des sciences politiques, ParÍs, 1982
- Le Retour de de Gaulle, Complexe (Editor), París, 1983
- Pour une histoire politique (dirección) Le Seuil ("L'Univers historique") París, 1983
- Notre siècle (1918–1988), con la colaboración de Jean-François Sirinelli, Fayard (édition). París, 1992, 1995 y 2003
- 'La République souveraine, Fayard, 2002
- Les Droites aujourd'hui, Louis Audibert, París, 2005
- Histoire des États-Unis. Presses Universitaires de France ("Que sais-je?"), París, 1959
- Les États-Unis devant l'opinion française (1815–1852), 2 v. Armand Colin, París, 1962

### Historia religiosa de Francia
- Lamennais et la démocratie. Presses universitaires de France. París, 1948.
- Les Catholiques, le Communisme et les Crises (1929–1939), Armand Colin, París, 1960
- Les Deux Congrès ecclésiastiques de Reims et Bourges (1896–1900) Sirey, París, 1964
- L’Anticléricalisme en France de 1815 à nos jours, Fayard, París, 1976, rééditions en 1985 et 1999
- Histoire de la France religieuse (codirección), Éditions du Seuil, París, 1992
- Le Catholicisme français et la Société politique, Éditions de l'Atelier, París, 1995
- Le Fichier juif (colaboración), Plon, París, 1996
- Les Crises du catholicisme en France dans les années trente, Le Seuil, París, 1996
- Religion et société en Europe aux XIXe et XXe siècles. Essai sur la sécularisation, Le Seuil, París, 1998
- Les Grandes Inventions du christianisme, Bayard, París, 1999
- Le Christianisme en accusation, Desclée de Brouwer, París, 2000
- Le Nouvel Anti-christianisme, Desclée de Brouwer, París, 2005

### Reflexiones sobre el tiempo presente
- Vivre notre histoire, entrevista con Aimé Savard, Le Centurion, París, 1976
- Âge et politique (en colaboración), Économica, París, 1991
- Valeurs et politique, Beauchesne, París, 1992
- La politique n’est plus ce qu'elle était, Calmann-Lévy, París, 1993
- Une laïcité pour tous, Textuel, París, 1998
- La politique est-elle intelligible ?, Complexe, París, 1999
- Regard sur le siècle, Presses de Sciences Po, París, 2000
- Du mur de Berlin aux tours de New York. Douze années pour changer de siècle (con François Azouvi), Bayard Presse, 2002
- Une mémoire française, Desclée de Brouwer, París, 2002
- Quand l’État se mêle de l'Histoire, Stock, París, 2006

### Textos personales
- La Règle et le Consentement. Gouverner une société, Fayard, París, 1979
- Contribution aux Essais d’ego-histoire dirigidos por Pierre Nora, Gallimard, París, 1987
- Paul Touvier et l'Église (en collaboration), Fayard, París, 1992.
- Discours de réception à l’Académie française, Fayard, París, 2000

## Ediciones en español
- El Antiguo Régimen y la Revolución. 1750-1815. Editorial Vicens-Vives. 1983. ISBN 978-84-316-1893-3.
- Del Muro de Berlín a las Torres Gemelas: doce años para cambiar de siglo. Ediciones Mensajero. 2006. ISBN 978-84-271-2797-5.
- Los grandes descubrimientos del cristianismo. Ediciones Mensajero. 2001. ISBN 978-84-271-2408-0.
- Hacer la historia del siglo XX. Editorial Biblioteca Nueva. 2004. ISBN 978-84-9742-253-6.
- El Siglo XIX. 1815-1914. Editorial Vicens-Vives. 1983. ISBN 978-84-316-1894-0.
- El Siglo XX. De 1914 a nuestros días. Editorial Vicens-Vives. 1983. ISBN 978-84-316-1895-7.
- Historia de los Estados Unidos de América. Publicaciones Cruz O. 2002. ISBN 9789682004148.
- El siglo XX. Publicaciones Cruz O. 2003. ISBN 9789682004339.